# Helen Alma Newton Turner
Helen Alma Newton Turner (15 mai 1908 - 26 novembre 1995) est une généticienne et statisticienne australienne. Elle est spécialiste de génétique ovine et travaille à l'Organisation de recherche scientifique et industrielle du Commonwealth (CSIRO) pendant 40 ans.

## Biographie
Helen Alma Newton Turner naît à Sydney, en Nouvelle-Galles du Sud, en Australie, le 15 mai 1908. Elle obtient son bachelor en 1930, diplômée avec mention de l'Université de Sydney. Elle travaille brièvement dans un bureau d'architectes avant d'occuper le poste de secrétaire de Ian Clunies Ross au McMaster Animal Health Laboratory du Council for Scientific and Industrial Research (devenu depuis l'Organisation de recherche scientifique et industrielle du Commonwealth) en 1931,. Elle développe un intérêt pour les statistiques et Ross s'est arrangé pour qu'elle se forme au Royaume-Uni auprès des statisticiens Frank Yates et Ronald Fisher. Elle revient au CSIRO en 1939 en tant que statisticienne consultante à la Division de la santé et de la production animales de l'agence. Newton Turner forme l'University Women's Land Army avec la biologiste marine Isobel Bennett en 1940.
En 1956, Newton Turner est nommée chercheuse principale de la Division de génétique animale du CSIRO et dirige la recherche l'élevage ovin. Elle obtient son DSc de l'Université de Sydney en 1970 et poursuit sa carrière à la Division de génétique animale en 1976. Newton Turner introduit des approches objectives et basées sur des mesures pour l'élevage des moutons et utilise la génétique quantitative pour améliorer la qualité de la laine et le rendement des moutons mérinos. De la fin des années 1960 à la fin des années 1980, elle voyage, évaluant les programmes de développement ovin à travers le monde.
L'Association pour l'avancement de l'élevage et de la génétique animale a créé la médaille Helen Newton Turner en 1993,. Elle décède le 26 novembre 1995 à Sydney,.

## Lectures complémentaires
- Allen, « Helen Newton Turner and the wool industry », Journal of Australian Studies, vol. 16, no 33,‎ juin 1992, p. 56–62 (DOI 10.1080/14443059209387099)